# Chapelle Saint-Isidore d'Elange
La chapelle Saint-Isidore d'Elange est une église catholique romaine située à Elange, un village situé près de Thionville dans le département de la Moselle en région Grand Est. L'église est inscrite à l'inventaire du patrimoine culturel en France.

## Histoire
En 1726, les habitants d'Elange, auparavant paroissiens de Saint-Jean-Baptiste à Volkrange, ont obtenu l'autorisation épiscopale de construire une chapelle locale, qui a été consacrée à Saint-Isidore l'année suivante. Il est possible que la chapelle ait été précédée d'un bâtiment plus ancien, car il y a une fenêtre à tracés gothiques dans chacun des deux murs de la nef, datant d'environ 1500. Il est également possible que les fenêtres proviennent d'un bâtiment inconnu et qu'elles aient été réutilisées ici. En 1747, la tour de liaison du chœur a été érigée. Ainsi, la tradition des églises de village avec des tours est, qui était très répandue en Lorraine, a été suivie. En 1804, St-Isidore devient une succursale de Saint-Pierre à Veymerange. 